# Feng Chun-kai
En aquest nom xinès, el cognom és Feng.
Feng Chun-kai (Miaoli, 2 de novembre de 1988) és un ciclista de la República de la Xina professional des del 2010. Campió nacional diferents cops, és el primer ciclista taiwanès en militar en un equip de l'UCI World Tour. També competeix en pista.

## Palmarès en ruta
- 2009
  -  Campió de Taiwan en ruta
- 2010
  -  Campió de Taiwan en ruta
- 2011
  -  Campió de Taiwan en ruta
  - 1r a l'International Cycling Classic i vencedor de 3 etapes
- 2013
  -  Campió de Taiwan en ruta
  -  Campió de Taiwan en contrarellotge
  - Medalla d'or als Jocs d'Àsia de l'Est en ruta
- 2014
  -  Campió de Taiwan en ruta
  - Vencedor d'una etapa del Tour de Tailàndia
- 2015
  -  Campió de Taiwan en ruta
  -  Campió de Taiwan en contrarellotge
- 2017
  -  Campió de Taiwan en ruta
  -  Campió de Taiwan en contrarellotge
- 2019
  -  Campió de Taiwan en contrarellotge
- 2021
  - 1r a la Taiwan KOM Challenge
- 2024
  -  Campió de Taiwan en ruta
  -  Campió de Taiwan en contrarellotge

## Palmarès en pista
- 2007
  - Campió asiàtic en Puntuació
- 2012
  - Campió asiàtic en Scratch